# Georges Potvin
Georges Potvin, né le 30 octobre 1907 et mort le 24 décembre 1945 à Roberval, est un avocat et homme politique québécois.

## Biographie
Après des études à Roberval puis à l'Université de Montréal, il devient avocat en 1933. Par la suite, il obtient plusieurs fonctions à Roberval : Président de la Jeune Chambre de commerce, directeur de la Société d'agriculture, du comité local de la Croix-Rouge, Président de la Commission scolaire, Président de l'Association des jeunes libéraux...
En 1939, il est élu député de Roberval à l'Assemblée législative du Québec. Il se représente en 1944 mais est battu.
Il meurt à Roberval, le 24 décembre 1945 à l’âge de 38 ans. Il est inhumé à Roberval.